# حكم الهوى
حكم الهوى مسلسل سوري درامي ورومانسي يدور في ثلاثين حلقة متصلة منفصلة تحكي مجموعة قصصية عن الحب، تتناول كل قصة في ثلاثة حلقات، مشكلة قد يواجهها أي حبيبين في المجتمع السوري، قد يُحكم على هذه القصص بالنجاح وربما بالفشل في النهاية. إذ يطرح المشاكل التي قد تعترض أي شريكين في طريقهما للزواج والهدف تسليط الضوء على بعض الآراء الخاطئة في المجتمع حول الحب وحلاله وحرامه. ولا تنفصل الأحداث الجارية في كل قصة عن الواقع السوري الراهن.

## شخصيات المسلسل

### الجزء الأول من حزني السعيد
- فادي إبراهيم
- رنا شميس
- زهير عبد الكريم
- ليلى سمور
- معتصم النهار
- فاتح سلمان
- مرام علي
- طلال مارديني
- ليا مباردي
- رغداء هاشم

### الجزء الثاني من معرفتي فيك
- سعد مينه
- محمد الأحمد
- ريم معروف
- باسل حيدر
- سيما الدهبي
- جمال عكريش
- مرح زيتون

### الجزء الثالث من خسارة
- مديحة كنيفاتي
- جوان الخضر
- نور صعب
- أحمد مللي
- تولاي هارون
- رغداء هاشم
- رجاء يوسف
- نزار أبو حجر
- رشا حاضري
- طارق زعتر
- أمير برازي

### الجزء الرابع من قصة الورد
- مجدي مشموشي
- عبير شمس الدين
- طارق الصباغ
- ريام كفارنة
- مازن لطفي
- بلال مارتيني
- لميس عفيف
- حازم حداد